# 塩草町
塩草町（しおくさちょう）は愛知県瀬戸市東名連区の町名。丁番を持たない単独町名である。

## 地理
- 瀬戸市の南部に位置する[8]。西を若宮町・塩草が丘、北を川合町・太子町、東を鐘場町・門前町、南を西山路町・海上町と隣接している[8]。
- 戦中・戦後に農業開拓地になり、最近は工業用地・宅地化が急速に進む[9]。また、2018年（平成30年）に瀬戸東バイパスが全通[10]するなど区画整理も進み、その事業の換地処分に伴って2023年（令和5年）9月16日をもって西側の一部が新しく塩草が丘1丁目〜4丁目となった[11]。

### 河川
- 赤津川 ： 町の東端から南端にかけて南流している。

- 赤津川（塩草町内）

### 学区
市立小・中学校に通う場合、学区は以下の通りとなる。また、公立高等学校普通科に通う場合の学区は以下の通りとなる。
| 番・番地等 | 小学校                 | 中学校                 | 高等学校 |
| ---------- | ---------------------- | ---------------------- | -------- |
| 全域       | 瀬戸市立にじの丘小学校 | 瀬戸市立にじの丘中学校 | 尾張学区 |

## 歴史

### 町名の由来
町名設定の際、旧赤津村字塩草の字名を採って塩草町にした。なお、大昔この地で塩が取れたとの説もある。

### 沿革
- 1943年（昭和18年）8月9日 - 瀬戸市大字赤津字塩ノ草・大鹿口の各一部により、同市塩草町として成立[2]。
- 1982年（昭和57年）3月1日 - 若宮町1丁目の一部を編入[15]。
- 2023年（令和5年）9月16日 - 町域の一部が塩草が丘1丁目〜4丁目となる[11]。

## 世帯数と人口
2025年（令和7年）2月1日現在の世帯数と人口は以下の通りである。
| 町丁   | 世帯数  | 人口  |
| ------ | ------- | ----- |
| 塩草町 | 294世帯 | 696人 |

### 人口の変遷
国勢調査による人口の推移
| 1995年（平成7年）  | 1,024人 | [ 16 ] |  |
| 2000年（平成12年） | 973人   | [ 17 ] |  |
| 2005年（平成17年） | 918人   | [ 18 ] |  |
| 2010年（平成22年） | 850人   | [ 19 ] |  |
| 2015年（平成27年） | 877人   | [ 20 ] |  |
| 2020年（令和2年）  | 1,642人 | [ 21 ] |  |

### 世帯数の変遷
国勢調査による世帯数の推移。
| 1995年（平成7年）  | 289世帯 | [ 16 ] |  |
| 2000年（平成12年） | 305世帯 | [ 17 ] |  |
| 2005年（平成17年） | 299世帯 | [ 18 ] |  |
| 2010年（平成22年） | 291世帯 | [ 19 ] |  |
| 2015年（平成27年） | 310世帯 | [ 20 ] |  |
| 2020年（令和2年）  | 572世帯 | [ 21 ] |  |

## 交通

### 鉄道
町内に鉄道は走っていない。最寄り駅は名鉄瀬戸線尾張瀬戸駅、または愛知環状鉄道・愛知環状鉄道線山口駅になる。

### バス
名鉄バス「東山線」
- 【11】【12】瀬戸駅前 - 一里塚 - 赤津 系統 ： 万徳寺前バス停（赤津方面乗り場）

- 万徳寺前バス停

### 道路
国道248号（瀬戸東バイパス）・愛知県道22号瀬戸環状線（重複区間） ： 町の中央部を東西に貫くように通っている。

## 施設
- 万徳寺[8] ： 真宗高田派。本尊は阿弥陀如来。1288年（正応元年）関尾山万徳寺として開基。1912年（大正元年）現在の太子山万徳寺に改称[22]。
- 伊藤忠セラテック 本社・塩草工場 ： 1961年（昭和36年）に瀬戸工場として新設し、2012年（平成24年）に本社もこの地に移転[23]。耐火物原料や各種セラミックスのサプライヤーとして、製鉄事業を支えている[24]。
- 瀬戸ガラス体験工房 スタジオバクザウルス ： 吹きガラスや風鈴づくりなどの体験ができる[25]。
- 陶房フタムラ ギャラリーf ： 器や花器、鳥の箸置き展示・販売をしている。陶房フタムラの製作説明も[26]。
- うなぎのふじ川 ： オーダーが入ってから炊き上げる「名物うなぎ釜めし（まぶし）」が有名[27]。
- 塩草町ちびっこ広場 ： 町の北部にある小さな公園。ブランコ・すべり台がある。

- 万徳寺
- 瀬戸ガラス体験工房 スタジオバクザウルス
- 陶房フタムラ ギャラリーf
- うなぎのふじ川
- 塩草町ちびっこ広場

## その他

### 日本郵便
- 郵便番号 : 489-0895[6]（集配局：瀬戸郵便局[28]）。